# سیارک ۲۳۰۱۷
سیارک ۲۳۰۱۷ (به انگلیسی: 23017 Advincula، نامگذاری:1999VQ190) بیست و سه هزار و هفدهمین سیارک کشف شده‌است که در ۱۵ نوامبر ۱۹۹۹ کشف شد.
قدر مطلق سیارک برابر ۱۴.۸ است.